# ビージャール
ビージャール（ペルシア語: بیجار; クルド語: بیجاڕ）とは、イランのコルデスターン州の都市で、ビージャール郡の郡中央市に定められている。2016年当時の人口は50,014人。
ビージャールは標高1,940mの地点に位置し、イランの屋根と呼ばれている。

## 人口統計
町には主に南部クルド語を話すクルド人が住んでいるが、クルド語の方言であるソラニーも話されている。

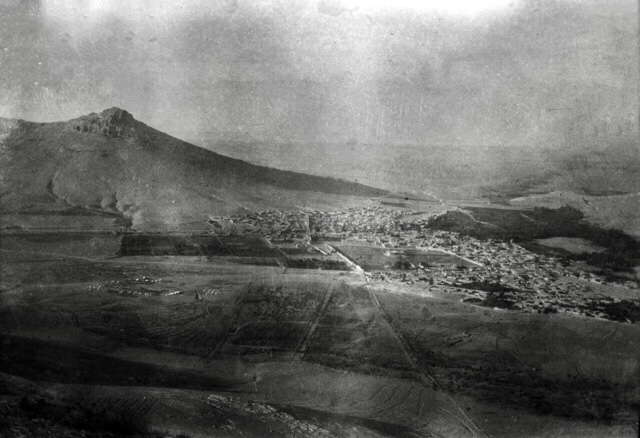
第一次世界大戦期のビージャール

| ビージャールの住民の言語の割合 | ビージャールの住民の言語の割合 | ビージャールの住民の言語の割合 | ビージャールの住民の言語の割合 | ビージャールの住民の言語の割合 |
| ------------------------------ | ------------------------------ | ------------------------------ | ------------------------------ | ------------------------------ |
| 言語                           |                                |                                | 割合                           |                                |
| 南部クルド語                   | 南部クルド語                   |                                | 90%                            | 90%                            |
| ソラニー                       | ソラニー                       |                                | 7.9%                           | 7.9%                           |
| ペルシア語                     | ペルシア語                     |                                | 2%                             | 2%                             |
| アラム語                       | アラム語                       |                                | 0.1%                           | 0.1%                           |

## 歴史
ビージャールの名前が最初に資料に現れたのは15世紀であり、サファヴィー朝の最初の君主であるイスマーイール1世が支配する村として記録されている。
19世紀にビージャールの規模は発展し、第一次世界大戦前には約20,000人の住民が生活していた。しかし、第一次世界大戦時にロシア、イギリス、オスマン帝国に町は包囲・占領され、続く飢饉によって人口は半減した。

## 産業
ビージャールはペルシア絨毯の主要な生産地の一つとして知られている。ビージャールの絨毯は耐久性に優れていることで知られ、ヘラーティ（菱形）、メダリオン、花の文様があしらわれている。絨毯はビージャールとその周囲の村落で作られており、工場の生産に依らない家内工業が営まれている。

## 建築
ビージャールの北東45kmに存在するガム・チョガは、メディア王国時代に遡ると思われるコルデスターン州で最も古い城塞の遺跡であり、サーサーン朝時代まで使用された。
ビージャールの東45kmに位置するEmamzadeh Aqilは、セルジューク朝時代の建築物の一つである。崩落したドームを備える、縦6m、横6.5mの方形の建物には、クーフィー体の文字で書かれたクルアーンが収められている。
ビージャールとサナンダジュを結ぶ街道の途上には廃城があり、13世紀にモンゴル帝国がイランに侵入した際に建てられたため、「チンギス城」と呼ばれている。
独特の外観で知られる屋根付きのバザールは、ガージャール朝期に建てられた施設である。バザールは南北を通る屋根付きの通路、東部分（Timcheh-e Haj Shahbaz）、西部分（Timcheh-e Amir Toman）で構成される。より古いサファヴィー朝時代に建設されたバザールも存在していたが、第一次世界大戦期に焼失した。